# 高島鞆之助
高島鞆之助（1844年12月18日－1916年1月11日），日本鹿兒島人，日本陸軍將領、政治人物，
係薩摩藩士高島嘉兵衛的四子，名為昭光。他官至日本陸軍中將正二位勳一等子爵；歷任陸軍大臣、拓殖大臣、樞密院顧問官等，他也是台灣日治時期50年裡，唯一的臺灣副總督。

## 生平
高島鞆之助為薩摩藩貴族出身。早年從軍，於1874年晉升至陸軍大佐。後於日本西南戰爭嶄露頭角，從此於日本陸軍占有一席之地。1883年（明治16年）晉升陸軍中將 ，1884年：封子爵，1891年（明治24年）：第1次松方内閣的陸軍大臣，1895年，在乙未戰爭中，擔任台灣副總督，是台灣日治時期唯一一位副總督。
返日後，他再擔任拓殖大臣與陸軍大臣等內閣閣員。另外，追手門学院前身的大阪偕行社学院也是他所創立，而中日戰爭中的高島友武為他養嗣子。

## 經歷
- 早年曾在薩摩藩的藩校(造士館)學習，後於戊辰戰爭(1868年－1869年)時從軍。
- 明治7年（1874年）：被任命陸軍大佐。
- 明治10年（1877年）：西南戰爭時期，擔任別働第1旅團司令長官(旅長)。
- 明治16年（1883年）：陸軍中將
- 明治17年（1884年）7月7日：敘封子爵。
- 明治20年（1887年）11月2日：被授予勲一等旭日大綬章。
- 明治21年（1888年）：擔任大阪鎮台司令官(師長)，在此期間創設了大阪偕行社附屬小學(即現在的追手門學院小學）。
- 明治24年（1891年）：被任命為第1次松方内閣的陸軍大臣。
- 明治25年（1892年）：被任命為樞密院顧問官。
- 明治28年（1895年）：擔任台灣副總督。
- 明治29年（1896年）：在第2次伊藤内閣和第2次松方内閣中分別擔任拓殖務大臣與陸軍大臣。
- 明治32年（1899年）：再度被任命為樞密院顧問官（直至逝世）。
- 大正5年（1916年）1月11日：逝世，享年71歲，被贈予

勳一等旭日桐花大綬章。